# Anales de la Sociedad Española de Historia Natural
Anales de la Sociedad Española de Historia Natural (abreviado Anales Soc. Esp. Hist. Nat.) fue una revista ilustrada con descripciones botánicas, editada por la Sociedad Española de Historia Natural. Se publicaron, en Madrid, treinta números desde el año 1872 al 1901.